# Karl Wilhelm von Sames
Karl Wilhelm von Sames (* 1. März 1724 in Braunfels bei Wetzlar; † 18. Oktober 1789) war ein königlich dänischer General und kommandierender General in Holstein sowie Kommandant in Rendsburg.
Sein Vater war Johann Volpert von Sames (* 24. März 1678; † 26. März 1730) war Hofkammerrat des Fürsten von Solms-Braunfels.

## Leben
Er studierte zunächst in Jena und kam dann in preußische und später französische Dienste. Von dort holte ihn der dänische Generalfeldmarschall St. Germain nach Dänemark. Er erhielt den Charakter eines Obersts und kam am 8. Juli 1761 zum Oldenburger Infanterie-Regiment. Am 23. Dezember 1761 bat er um Urlaub, um die Verhältnisse in Wetzlar zu ordnen.
Am 14. April 1762 erhielt er die Stelle eines Oberstleutnants sowie einen Zuschuss von 317 Taler und 48 Schilling. Bereits am 30. November 1763 wurde er Chef des Oldenburger Infanterie-Regiments. Im Jahr 1767 wurde er zudem Direktor des Exerzierwesens in Dänemark, 1771 wurde er Mitglied der Direktion des Friedrich-Hospitals. Mit Kabinettsorder von 25. Januar 1771 wurde er Interims-Kommandant von Kopenhagen, am 16. Dezember 1771 musst er die Stelle wieder abgeben.
Vom 27. August 1772 bis 22. August 1788 war er Kommandant von Glückstadt,
am 29. Januar 1782 war er zudem zum Generalmajor ernannt worden. Ferner war er vom 4. August 1773 bis zum 7. April 1788 Chef des Leibgarde der Königin, in der Zeit – am 18. April 1776 – wurde er auch offiziell in den dänischen Adelstand erhoben. Am 25. September 1782 erfolgte zudem seine Ernennung zum Generalleutnant, im gleichen Jahr erhielt er auch den Danebrog-Orden.
Am 22. August 1788 wurde er Kommandant von Rendsburg sowie kommandierender General in Holstein. Er starb 1789.

## Familie
Er heiratete Maria Jeanne Constance de St.Germain (* 1737; † 23. Mai 1791 in Glückstadt), eine Schwester des Generalfeldmarschalls.
- Karl Erich (1754–1828), Generalmajor, Kammerherr